# 舊莊里
舊莊里，為台灣台北市南港區之一里，屬於中研次分區。

## 概述
舊莊里為臺北市最東側之村里，隸屬於南港區中研次分區並與新北市石碇區、汐止區和深坑區相鄰。舊莊里東至糞箕湖與石碇區光明里鹿窟事件紀念公園旁山稜線為界，南以灰窯、土庫岳、山豬窟和三腳木分別接壤石碇區隆盛里和深坑區土庫里、賴仲里、萬福里；北至大坑溪與汐止區白雲里、東勢里、宜興里和福山里（上至下游）為界，並西側余舊莊街一段3巷接福壽山山脊與中研里、九如里為界。

## 交通

### 道路

#### 公路
- 福爾摩沙高速公路、蔣渭水高速公路（南港系統交流道）
- 市道109號

#### 一般道路
- 舊莊街
- 南深路
- 大坑街

### 公車
| 編號                            | 路線起迄               | 經營業者   |
| ------------------------------- | ---------------------- | ---------- |
| 212（正、直行、夜間、經南港路） | 青年公園－舊莊         | 大有巴士   |
| 276                             | 衡陽路－舊莊           | 大都會客運 |
| 306（正、區）                   | 蘆洲－舊莊             | 三重客運   |
| 645（僅正）                     | 捷運石牌站－舊莊       | 三重客運   |
| 679                             | 動物園－南港車站       | 指南客運   |
| 小5                             | 捷運昆陽站－光明寺     | 東南客運   |
| 823                             | 舊莊－汐止             | 大都會客運 |
| 市民小巴6                       | 舊莊－捷運南港站       | 大都會客運 |
| F901                            | 汐碇石頭公－汐止火車站 | 新巴士     |

## 設施和景點
| - 理想公園 - 舊莊公園 - 南深公園 - 山水綠生態公園 | - 舊莊國小 - 山豬窟游泳池 - 臺北市立圖書館舊莊分館 - 宜興市場 - 南港茶葉製造示範場 - 舊莊調度站 - 余氏古厝 - 台北市政府警察局南港分局舊莊派出所 | - 土庫岳 - 更寮古道 - 茶山步道 - 舊莊環山步道 | - 福音山莊教會 - 舊莊老樟 | - 聖母宮 - 山豬窟福興宮 - 山豬窟福勝宮 - 三官大帝廟 - 九天宮 - 台北太清宮 - 南港大豐尊天宮 - 南港太子宮 - 南港天后宮 - 大份福德宮 - 大坑福德宮 - 南港信天宮 |

## 歷任里長
| 任期      | 姓名   |
| --------- | ------ |
| 第1-2屆   | 陳宜坤 |
| 第3屆     | 李金隆 |
| 第4-5屆   | 李清松 |
| 第6屆     | 周清福 |
| 第7-10屆  | 陳忠正 |
| 第11-13屆 | 張瑞芳 |

## 資料來源
1. ↑  . 臺北市鄰里服務網.   [2021-11-30]. （原始内容存档于2021-11-30）.
2. ↑  . 臺北市南港區公所. 2019-02-22  [2021-11-28]. （原始内容存档于2021-11-30）.
3. ↑  . 地理資訊研究科學專題中心.   [2021-11-30]. （原始内容存档于2021-12-19）.
4. ↑  . 臺北市信義區公所.   [2021-11-30]. （原始内容存档于2021-11-30）.